# 恩荷
恩荷（おが/おんが）は、飛鳥時代に秋田地方にいた蝦夷の人物。現在の秋田市土崎港周辺の蝦夷の長であった。斉明天皇4年（658年）に阿倍比羅夫の水軍を齶田（秋田湊）で迎え、朝廷への服属を誓い、小乙上の冠位を与えられた。

## 経歴
恩荷は『日本書紀』斉明天皇4年（658年）4月条の阿倍比羅夫の北航の記事中にだけ現れる。この月に阿倍比羅夫は、180隻の船団を率いて本州日本海岸を北上した。齶田と渟代の二郡の蝦夷はこれを眺めて怖れ、降った。比羅夫の軍が齶田の浦に船を連ねると、齶田の蝦夷恩荷が、「自分たちは官軍と戦うために弓矢を持っているのではない。肉を食べるためである。もし官軍のためであれば、齶田の浦の神が知るだろう」云々と朝廷に服従を誓った。比羅夫は恩荷に小乙上を授けた。比羅夫はさらに北上し、渟代と津軽の郡領を定め、有間浜に渡島蝦夷を集めて大いに饗応して帰った。
齶田（あぎた）は秋田の初見とされ、翌年の記事では飽田と書かれる。渟代は後の能代である。恩荷には近くの地名男鹿（おが）との類似が指摘される。古く男の「お」は「を(wo)」であって恩の「お(o)」とは異なるので、類似であって同一ではない。恩荷の読みは「おが」とすることが多いが、「おんが」とするものもある。
日本書紀は、当時の評（こおり）を郡（こおり）と字を改めて書くことで一貫しており、郡領は正しくは評造または評督であろう。この年7月には都に蝦夷が来て位を授けられており、渟代郡大領の沙尼具那が小乙下、津軽郡大領馬武が大乙上とある。これに従うなら、齶田は渟代より上、津軽より下という位置づけであり、さらに言えば、都岐沙羅柵や渟足柵の柵造より馬武と恩荷の位は高かった。

## 諸学説
文の区切り方を違え、4月に恩荷が位を授かるのと同時に渟代と津軽の郡領に定められたと読む解釈もある。その場合7月の記事とは矛盾するが、これについては4年7月の記事を斉明天皇元年（655年）7月の蝦夷叙位の重出とみる。同じ事件が別の年に分けられて2回以上出ているのではないか、という推測は、阿倍比羅夫関連では様々な組み合わせで唱えられる説である。
恩荷が齶田浦の神に誓ったのは、日本の神祇信仰にもとづく振る舞いとしても理解できる。蝦夷の信仰が日本人と変わらないものだったとみなすことも、恩荷が来航者の意向にあわせたと考えることも可能である。新野直吉はさらに、古四王神社がその神をまつるものだと唱える。
また津田左右吉は、中央の朝廷が行うはずの授位や任官を越の国司が行ったことをいぶかしみ、恩荷が位を授かったのは事後だろうと説いた。しかし、陸奥国司が俘囚に位階を授け村長に補したことは平安時代初めに慣行としてあり、直ちに虚偽と断じることはできないようである。